# Елбридж (Нью-Йорк)
Елбридж (англ. Elbridge) — місто (англ. town) в США, в окрузі Онондага штату Нью-Йорк. Населення — 5476 осіб (2020).

## Демографія
Згідно з переписом 2010 року, у місті мешкали 5922 особи в 2341 домогосподарстві у складі 1607 родин. Було 2558 помешкань
Расовий склад населення:
| - 97,0 % — білих - 0,4 % — корінних американців - 0,3 % — азіатів - 0,2 % — чорних або афроамериканців |

До двох чи більше рас належало 1,2 %. Частка іспаномовних становила 2,1 % від усіх жителів.
За віковим діапазоном населення розподілялося таким чином: 22,3 % — особи молодші 18 років, 63,0 % — особи у віці 18—64 років, 14,7 % — особи у віці 65 років та старші. Медіана віку мешканця становила 42,9 року. На 100 осіб жіночої статі у місті припадало 100,9 чоловіків;  на 100 жінок у віці від 18 років та старших — 97,8 чоловіків також старших 18 років.
Середній дохід на одне домашнє господарство  становив 73 833 долари США (медіана — 58 934), а середній дохід на одну сім'ю — 87 184 долари (медіана — 79 646). Медіана доходів становила 46 484 долари для чоловіків та 40 547 доларів для жінок. За межею бідності перебувало 10,4 % осіб, у тому числі 13,0 % дітей у віці до 18 років та 4,2 % осіб у віці 65 років та старших.
Цивільне працевлаштоване населення становило 3007 осіб. Основні галузі зайнятості: освіта, охорона здоров'я та соціальна допомога — 28,1 %, роздрібна торгівля — 12,8 %, виробництво — 9,1 %, мистецтво, розваги та відпочинок — 7,8 %.